# Scopula melliflua
Scopula melliflua là một loài bướm đêm trong họ Geometridae.